# Francesco Carafa della Spina di Traetto

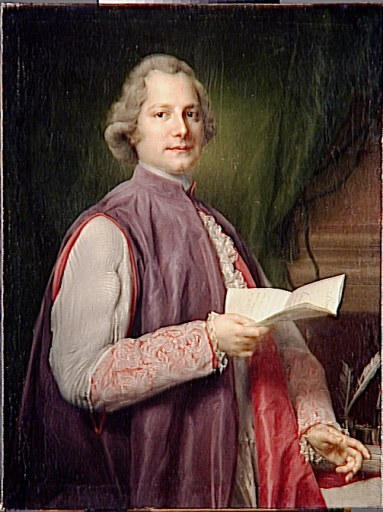
Francesco Carafa di Traetto als Prälat der Römischen Kurie (Ölgemälde von Anton von Maron, 18. Jh.)

Francesco Carafa della Spina di Traetto (* 29. April 1722 in Neapel; † 20. September 1818 in Rom) war ein italienischer Kardinal.

## Familie
Über seine Mutter war er mit den Päpsten Paul IV. und Paul V. verwandt. Andere Kardinäle der Familie waren Filippo Carafa della Serra (Kardinalernennung 1378), Oliviero Carafa (1467), Gianvincenzo Carafa (1527), Carlo Carafa (1555), Diomede Carafa (1555); Alfonso Carafa (1557), Antonio Carafa (1568), Decio Carafa (1611), Pier Luigi Carafa (1645), Carlo Carafa della Spina (1664), Fortunato Ilario Carafa della Spina (1686), Marino Carafa di Belvedere (1801) und Domenico Carafa della Spina di Traetto (1844).

## Leben
Am 22. März 1747 schloss er sein Studium beider Rechte an der Universität La Sapienza ab. 1745 trat er in die römische Kurie ein. Carafa empfing am 13. Januar 1760 die Diakonen- und am 27. Januar 1760 die Priesterweihe. Am Tag darauf wurde er zum Titularerzbischof von Patras ernannt. Die Bischofsweihe spendete ihm am 16. Februar 1760 Papst Clemens XIII. Mitkonsekratoren waren Filippo Josiah Caucci, Lateinischer (Titular-)Patriarch von Konstantinopel, und Erzbischof Giuseppe Locatelli, Apostolischer Nuntius in Neapel. Am 1. März 1760 wurde er zum Apostolischen Nuntius in der Republik Venedig ernannt. Im Dezember 1766 wurde er zum Sekretär der Kongregation für die Bischöfe und Regularkleriker ernannt.
Papst Clemens XIV. kreierte ihn am 19. April 1773 zum Kardinal und ernannte am 26. April 1773 zum Kardinalpriester von San Clemente. Er nahm teil am Konklave 1774–1775, welches Papst Pius VI., und am Konklave 1799–1800 in Venedig, welches Papst Pius VII. wählte. Das Konklave ab 1799 organisierte er aufgrund seiner Erfahrung, gemeinsam mit Henry Benedict Stuart. Am 29. März 1775 wurde er zum Präfekten der Kongregation für die Bischöfe und Regularkleriker. Am 15. Dezember 1788 wurde er zum Kardinalpriester von San Lorenzo in Lucina ernannt und als Legat nach Ferrara geschickt. 1798 wurde er von den Franzosen zuerst in der Engelsburg und danach in Civitavecchia inhaftiert. Ab 1802 war er Kardinalprotopriester. Ab dem 3. August 1807 war er Kardinalpriester von San Lorenzo in Damaso.
Er war Mitglied der Congregazione deputata per gli acquisti fatti nel tempo della rivoluzione. 1801 gehörte er mit anderen Kardinälen, darunter Giuseppe Albani und Michele Di Pietro, jener Kongregation an, welche das Konkordat mit Frankreich verhandelte. Während der französischen Besetzung Roms zwischen 1809 und 1814 flüchtete der fast 90-jährige Carafa in ein Kloster der Oratorianer.
Kardinal Carafa starb am 20. September 1818 im Alter von 96 Jahren und wurde zuerst in Santa Maria in Vallicella in Rom beigesetzt. Später wurden seine Gebeine nach San Lorenzo in Damaso überführt. Er war einer der letzten noch von Papst Clemens XIV. ernannten Kardinäle.